# Opisthacantha nigriclavis
Opisthacantha nigriclavis är en stekelart som först beskrevs av Jean-Jacques Kieffer 1910.  Opisthacantha nigriclavis ingår i släktet Opisthacantha och familjen Scelionidae. Inga underarter finns listade i Catalogue of Life.